# Color Classics
Color Classics è una serie di cortometraggi d'animazione prodotta dalla Fleischer Studios per la Paramount Pictures dal 1934 al 1941 come concorrente alle Sinfonie allegre di Walt Disney, e interamente diretta da Dave Fleischer. Come si può intuire dal nome, tutti i corti della serie furono prodotti a colori, segnando l'esordio del colore nella filmografia dello studio. Tutti i Color Classics tranne The Tears of an Onion sono oggi di pubblico dominio.

## Storia
La serie iniziò nel 1934 con il corto Cenerentola, che era prodotto con il procedimento Cinecolor a due colori. Gli altri cartoni animati del 1934 e 1935 furono prodotti in Technicolor a due colori, poiché la Disney aveva un accordo in esclusiva con la Technicolor che impediva ad altri studi di utilizzare il lucroso procedimento a tre colori. Tale contratto scadde nel settembre 1935, così il corto del 1936 Nel mondo dei sogni divenne il primo cartone animato Fleischer prodotto in Technicolor a tre colori.
I Color Classics sono generalmente privi di personaggi già apparsi in precedenza o ricorrenti all'interno della serie. Fanno eccezione Cenerentola (che vede Betty Boop nel ruolo della protagonista), La befana del prof. Luminosi (il cui protagonista è un personaggio ricorrente della serie Betty Boop) e sette corti usciti a partire dal 1938 con protagonisti Hunky e Spunky.
Molti Color Classics fanno ingente utilizzo del procedimento Stereoptical di Max Fleischer, un dispositivo che permetteva ai rodovetri di animazione di venire fotografati su uno sfondo reale tridimensionale al posto dei dipinti tradizionali. Tra questi vi sono Cenerentola, Nel mondo dei sogni e La befana del prof. Luminosi. La serie si concluse nel 1941 con Vitamin Hay. Una serie simile sarebbe stata avviata dalla Famous Studios, successore della Fleischer, nel 1943 col titolo Noveltoons.
Nel 1955 la Paramount vendette i diritti della serie al distributore televisivo U.M. & M. TV Corporation, che alterò o rifece completamente i titoli di alcuni corti per rimuovere le scritte "Paramount Pictures" e "Technicolor" e aggiungerci le proprie note di copyright. La U.M. & M. fu poi comprata dalla National Telefilm Associates che distribuì i corti in televisione ma lasciò che cadessero tutti nel pubblico dominio tranne The Tears of an Onion. Di conseguenza, le stampe U.M. & M. hanno avuto un'ampia circolazione in televisione e in home video, mentre la Paramount che detiene i materiali originali non ha più distribuito la serie.

## Filmografia

### 1934
- Cenerentola (Poor Cinderella)
- La leggenda del mulino (Little Dutch Mill)

### 1935
- An Elephant Never Forgets
- The Song of the Birds
- The Kids in the Shoe
- Dancing on the Moon
- Time for Love
- Musical Memories

### 1936
- Somewhere in Dreamland
- The Little Stranger
- The Cobweb Hotel
- Greedy Humpty Dumpty
- Hawaiian Birds
- Play Safe
- La befana del prof. Luminosi (Christmas Comes But Once a Year)

### 1937
- Coniglio innamorato (Bunny Mooning)
- C'era una volta un gallo (Chicken a La King)
- Animali musicanti (A Car-Tune Portrait)
- Pinguini curiosi (Peeping Penguins)
- Educated Fish
- Little Lamby

### 1938
- The Tears of an Onion
- Hold It!
- Hunky and Spunky
- All's Fair at the Fair
- The Playful Polar Bears

### 1939
- Always Kickin
- Small Fry
- The Barnyard Brat
- The Fresh Vegetable Mystery

### 1940
- Little Lambkins
- Ants in the Plants
- A Kick in Time
- Snubbed by a Snob
- You Can't Shoe a Horse Fly

### 1941
- Vitamin Hay